# Мещерский, Эммануил Николаевич
Князь Эммануил Николаевич Мещерский (1832—6 сентября 1877) — полковник, флигель-адъютант, участник русско-турецкой войны, погиб на Шипке в Балканах.

## Биография
Родился в 1832 году в семье подполковника князя Николая Ивановича Мещерского (1798—1862) и княгини Александры Ивановны (урождённой княжны Трубецкой) (1802—1873). Вырос в имении Мещерских в Лотошино. Получил образование в частных школах, после чего пошёл в армию унтер-офицером. Служил в Кабардинском пехотном полку (1857).
Участвовал в походе против горских племен в Аухе и Чечне (1858—1859), где был награжден орденом и произведён в офицеры.
В следующем году по определению правительствующего сената получил титул князя. Затем был командирован в распоряжение русской миссии в Брюсселе, где и оставался несколько лет. Во время пребывания в Брюсселе был зачислен в Сумской гусарский полк с повышением в воинском звании корнета (1861 г.). Последовательно дослужился до лейтенанта, начальника штаба и адъютанта (1862, 1863, 1867).
После возвращения в Россию Мещерский переведен в лейб-Гусарский полк, с назначением флигель-адъютантом.
В 1870 году по Высочайшему повелению, прикомандирован в качестве русского военного агента к прусской армии. Участвовал во франко-прусской войне (1870—1871), за проявленную храбрость награжден золотым оружием за храбрость. После возвращения в Россию повышен в воинском звании до полковника и назначен в Генеральный штаб (1871). В 1872 году отправлен с миссией к германскому императору в Берлин. В 1875 году отправлен по приказу в Швецию и сопровождал шведского короля в поездке в Россию.
Видевший Мещерского с его супругой Марией Михайловной (ур. Долгоруковой) во Франции в 1875 году А. И. Дельвиг, вспоминал как завтракал у князя Орлова с красавицей княгиней Мещерской, сестрой известной, но далеко не столь красивой, княжны Долгоруковой, и её мужем. «Этот Мещерский», — писал мемуарист, — «воспитывался за границей и говорил дурно по-русски с весьма заметным акцентом». В обществе он имел репутацию хорошего рассказчика, храброго офицера и носил прозвище «Пале-Рояль». В 1877 году произведен в полковники и назначен флигель-адъютантом Александра II.

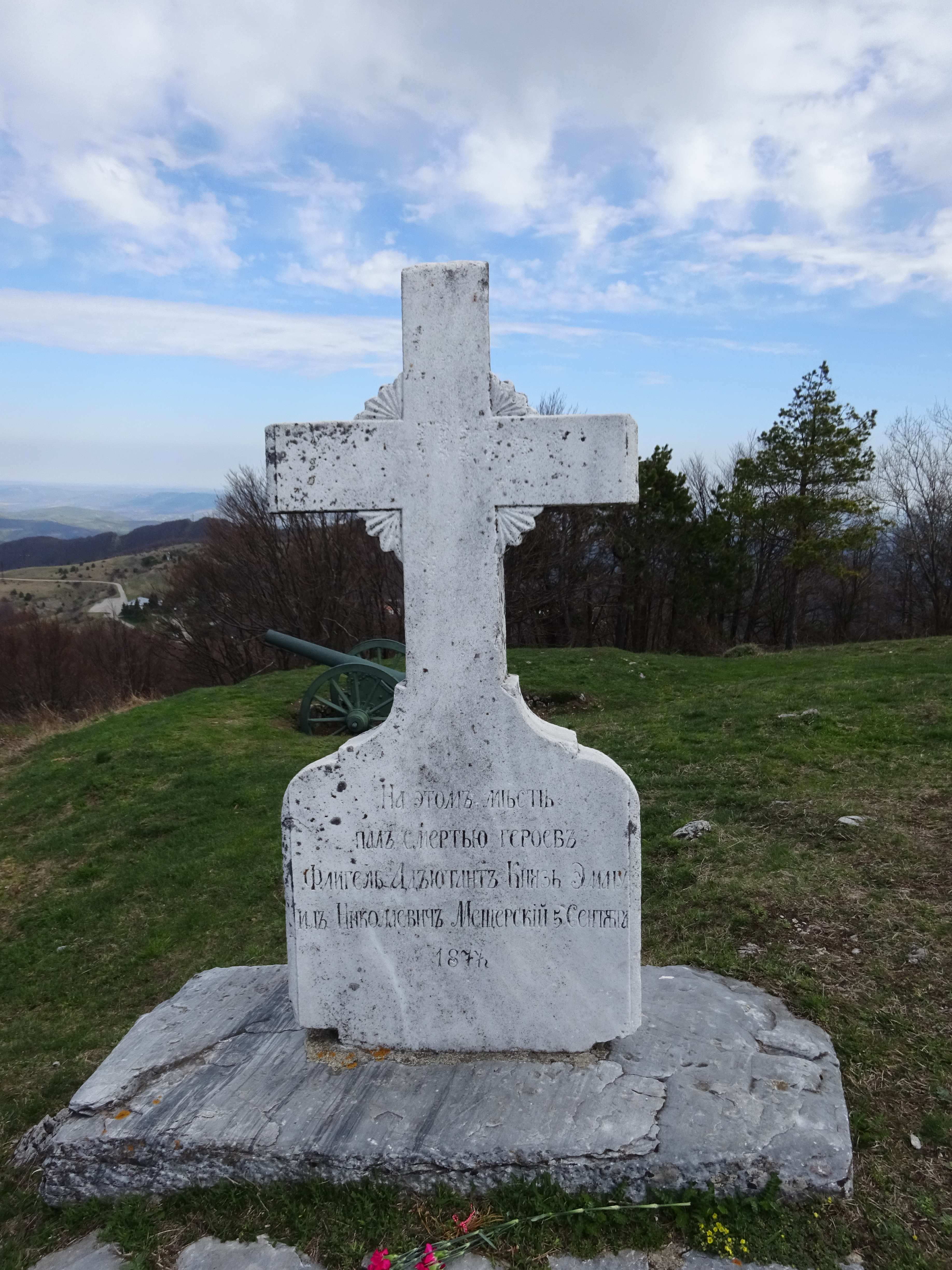
Памятник полковнику Эмануэлю Мещерскому на горе Святого Николая в парке-музее «Шипка»

С началом русско-турецкой войны, полковник Мещерский был назначен командиром 1-й батареи 14-й артиллерийской бригады. Храбро сражался в обороне Шипкинского перевала в сентябре 1877 г.. Защищал район пика Святого Николая. Убит пулей во время отражения очередного турецкого нападения войск с командующим Сулейман-пашой 5/17 сентября 1877 года. Его тело было перевезено для захоронения в Санкт-Петербург на Николаевской железной дороге. Похоронен 15/27 сентября 1877 года в Александро-Невской лавре в Санкт-Петербурге. В 1879 году в Болгарии князю Мещерскому было поставлено два памятника.

## Награды
Русские:
- Орден Святого Владимира IV степени
- Орден Святой Анны III степени
- Орден Святого Станислава III степени
- золотое оружие «За отвагу»
- нагрудный знак «За отличие» Военного ордена IV степени
- крест «За службу на Кавказе»
- серебряная медаль «За покорение Чечни и Дагестана»

Иностранные:
- «Командорский крест» с короной ордена Красного Орла II степени (Пруссия).
- Орден Железного Креста II степени (Пруссия)
- бронзовая медаль «За участие во франко-прусской войне 1870—1871 гг.» (Пруссия).
- Командорский крест ордена Леопольда (Австрия)
- Командорский крест ордена Железной короны (Австрия).
- Орден Меча II степени со звездой (Швеция)
- Орден Святого Олафа II степени со звездой (Норвегия)
- Командорский крест Вюртембергской короны
- Командорский крест ордена Леопольда (Бельгия)
- Офицерский крест ордена Дубовой короны (Нидерланды)
- Офицерский крест ордена Даннеброга (Дания)

## Семья

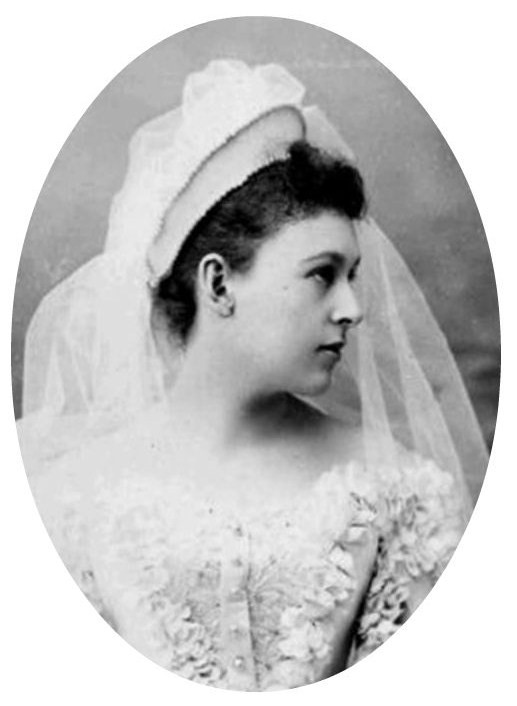
Леонилла, дочь

Жена — княжна Мария Михайловна Долгорукова (1849—1907). Венчание было 29 апреля 1870 года в Брюсселе, поручителями по жениху были князь Н. А. Орлов, князь В. Долгоруков и князь Н. И. Трубецкой. Император Александр II покровительствовал их союзу и подарил молодым на свадьбу миллион рублей. Дочь Леонилла — в первом браке была за Д. С. Фёдоровым (1855—1908), с 1897 года в разводе. Во 2-м браке с 1898 года за Рихардом Адольфом фон Гернет (1863—1967).